# Tua (Felsen)
Der Tua (norwegisch für Knubbel) ist ein isolierter Felsen im ostantarktischen Königin-Maud-Land. Er ragt 5 km westlich des Bergs Brattskarvet in den Bruns-Bergen der Sverdrupfjella auf.
Norwegische Kartografen benannten ihn deskriptiv nach seiner Erscheinung und kartierten ihn anhand von Vermessungen und Luftaufnahmen der Norwegisch-Britisch-Schwedischen Antarktisexpedition (1949–1952) sowie Luftaufnahmen der Dritten Norwegischen Antarktisexpedition (1956–1960).